# Спаські Виселки
Спа́ські Ви́селки (рос. Спасские Выселки) — присілок у складі Ленінського міського округу Московської області, Росія.
Присілок заснований 2013 року.